# 恋するお子様サイズ
「恋するお子様サイズ」（こいするおこさまサイズ）は、黒崎みのりによる日本の漫画作品。『りぼん』2005年夏休みびっくり大増刊号に掲載されたデビュー作。単行本『まんなかの王子』に収録された。

## あらすじ
主人公・高橋ゆきこはついに、20回目の失恋をしてしまう。高校の目標は惚れっぽいところを直すことだったのに……。泣いているゆきこに一人の男の子がハンカチを渡してくれた。ゆきこはまたも恋しそうになってしまう。けれど、その子が背負っているのはランドセル……。えッ小学生?

## 書誌情報
- 黒崎みのり 『まんなかの王子』 集英社 〈りぼんマスコットコミックス〉
  - 2007年12月14日発売[1]、ISBN 978-4-08-856790-7
    - まんなかの王子（『りぼん』2007年10月号別冊まんが『LOVE COMI』）
    - わが城のあまのじゃく（『りぼん』2007年春の超びっくり大増刊号）
    - ジップジップ☆ビューン!（『りぼん』2006年6月号）
    - お気持ちはどっち!（『りぼんオリジナル』2005年12月号）
    - 恋するお子様サイズ（『りぼん』2005年夏休みびっくり大増刊号、デビュー作。）
    - 特別企画“今年のX'マスはどうするの”After the STORY（描きおろし）